# Волбож
Волбож (пољ. Wolbórz) град је у Пољској у Војводству лођском. По подацима из 2012. године број становника у месту је био 2365.
.

## Становништво
| 2012. |
| ----- |
| 2.365 |